# محمد عبد الله الحمدان
محمد بن عبد الله الحمدان، كاتب وشاعر وناقد سعودي، ولد في بلدة البير عام 1938م/ 1357 هـ. شارك في تأسيس مؤسسة الجزيرة الصحفية، وكان من أوائل الأعضاء في مجلس إدارة نادي الرياض الأدبي، وساهم بالعديد من الأبحاث والمقالات في الصحف والمجلات السعودية كاليمامة، والقصيم، والجزيرة، والرياض، والدعوة، والمجلة العربية، كما شارك في المؤتمر الأول للأدباء السعوديين عام 1394هـ/1974م.

## نشأته
ولد في قرية البير بأقليم المحمل الواقعة شمال غرب مدينة الرياض، ودرس في الكتاتيب بالبير، ثم بمدرسة تمير الابتدائية، ثم التحق بمعهد إمام الدعوة العلمي بالرياض، ثم بكلية الشريعة التابعة لجامعة الإمام محمد بن سعود الإسلامية، وتخرج منها سنة 1383 هـ/1963م، وحصل على بعض الدورات في الإدارة وفي اللغة الإنجليزية، وتقلب في العديد من الوظائف، إذ عمل في إدارة الكليات والمعاهد، وفي الديوان الملكي، وفي وزارة العمل، وفي إمارة منطقة الرياض وطلب التقاعد المبكر منها في سنة 1400 هـ/1980م.

## أسلوبه
كان يميل إلى نقد السلوكيات الخاطئة في المجتمع من خلال استخدامه الكلمات والتراكيب الشعرية، والسهولة والوضوح، مع التعريف بمضامين الموضوعات بالرجوع للكتب القديمة.

## مؤلفاته
- بنو الأثير: الفرسان الثلاثة، 1394 هـ/1974م
- صبا نجد في الشعر العربي، 1404 هـ/1984م
- ديوان حمدان الشويعر، 1409 هـ/1989م
- ديوان السامري والهجيني، 1409 هـ/1989م
- البير 1422 هـ/2001م
- معجم المطبوع من دواوين الشعر العامي القديمة 1427 هـ/2006م
- فهرس لموضوعات في القرآن الكريم. 1440 هـ/2019م.
- من أجل بلدي: استطلاعات ومقالات. 1441/ 2020م.[4]

## مشاركات
- شارك في مهرجانات الجنادرية، وفي العديد من الندوات والمؤتمرات الأدبية
- أسس دار قيس للنشر والتوزيع بالرياض، ومتحف قيس للمأثورات الشعبية وسابقاً مكتبة قيس للكتب والجرائد القديمة.[5]

## انظر أيضًَا
- البير
- عبد الله الغذامي

## وصلات خارجية
- موقع الكاتب على الشبكة العنكبوتية
- «مكتبة قيس».. صحف سعودية وعربية تعود إلى 140 عاما.
- مكتبة قيس للكتب والجرائد القديمة تعرض نوادرها في عالم النشر.
- الحمدان.. ذاكرة المعرض التي لا تشيخ.